# Notre-Dame de La Salette (Paris)
Die Kirche Notre-Dame de La Salette ist eine römisch-katholische Kirche im 15. Arrondissement von Paris. Sie gehört zu den bemerkenswertesten modernen Kirchengebäuden von Paris. Die Kirche steht in einem von Häuserzeilen umgebenen Innenhof und ist nur durch zwei schmale Passagen von der Rue de Cronstadt 38 und der Rue de Dantzig 27 erreichbar. Sie ist der Jungfrau von La Salette geweiht und wird von der Kongregation der Brüder vom Heiligen Vinzenz von Paul geführt (les religieux de Saint-Vincent-de-Paul). Das Kirchengebäude bekam die Auszeichnung Kulturerbe des 20. Jahrhunderts (patrimoine du XXe siècle).

## Geschichte
Mehrere Ereignisse beeinflussten den Bau der Kirche sowie deren Patrozinium (Notre-Dame de La Salette).
Die Kongregation der Brüder vom Heiligen Vinzenz von Paul  wurde 1845 von Jean-Léon Le Prévost, Clément Myionnet und Maurice Maignen gegründet. Sie ist eine römisch-katholische ordensähnliche Gemeinschaft von Weltpriestern, die sich dem Dienst an den Armen verschrieben haben. Im Jahr 1853 gründeten Le Prévost und die Ordensbrüder im Pariser Viertel Haut-Vaugirard ein Waisenhaus für 90 Kinder. Das Waisenhaus stand auf dem Gebiet einer geschleiften Festungsanlage, auf der sich Lumpenhändler niedergelassen hatten.
Aus Dankbarkeit für die Heilung von Kindern des Waisenhauses wurde 1858  eine Kapelle errichtet, die dem Heiligen Herzen von Jesus und Maria geweiht war. Sie wurde sowohl dem Pfarrer von Ars Jean-Marie Vianney gewidmet als auch der in La Salette als Versöhnerin der Sünder erschienenen Gottesmutter Maria.
Am 19. September 1846 beobachteten zwei Kinder aus La Salette bei Grenoble die ihre Herden hüteten, Maximin Giraud und Mélanie Calvat, die Erscheinung der Jungfrau Maria. Fünf Jahre später, am 19. September 1851, verkündigte Philibert de Bruillard, Bischof von Grenoble, die Erscheinung als authentisch. 1855 bestätigte Mgr. Ginoulhiac, Bischof von Grenoble, nach einer erneuten Untersuchung die Entscheidung seines Vorgängers. An der Stätte der Erscheinung wurde der Wallfahrtsort Notre-Dame de La Salette errichtet, mit jährlich 200.000 Besuchern einer der wichtigsten Wallfahrtsorte Frankreichs.

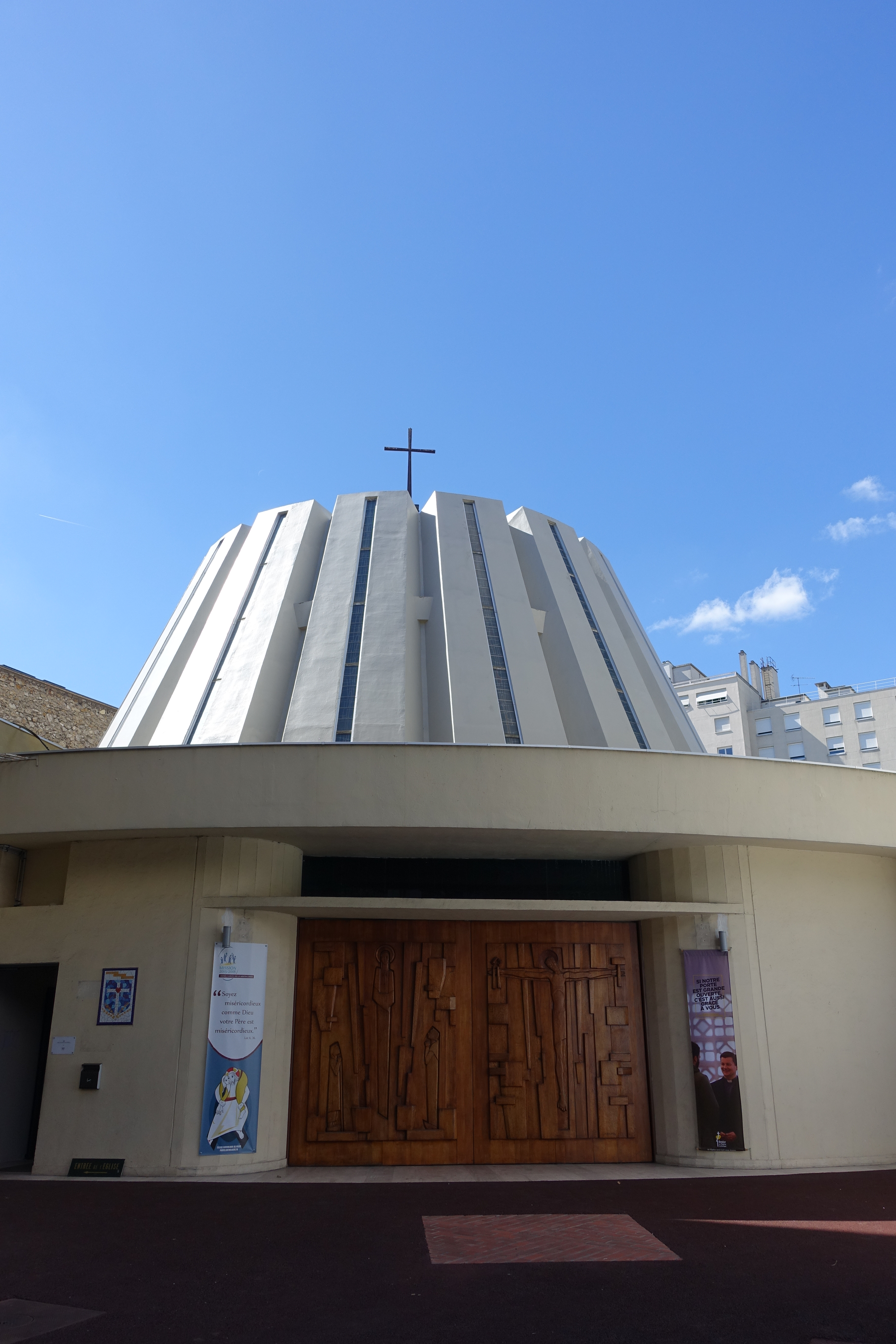
Blick auf das Kirchengebäude

Nach dem Ende des Zweiten Weltkriegs wuchs die Bevölkerung von Paris stark an, so auch im 15. Arrondissement. Zwischen 1963 und 1965 wurde die neue Kirche Notre-Dame de La Salette gebaut, um der zunehmenden Einwohnerzahl des Viertels gerecht zu werden. Um Raum für die neue Kirche zu schaffen, wurden ab 1962 das ehemalige Waisenhaus und der an die Kapelle angrenzende Glockenturm abgerissen. Trotzdem liegt die Kirche zurückversetzt von der Straße in einem Innenhof. Als die Kirche gebaut wurde, grenzte sie noch an die Kapelle von 1858. Diese wurde erst 1968 abgerissen, als das Foyer Le Prévost gebaut wurde, in dem seitdem Jugendliche untergebracht sind. Der Neubau des Foyer Le Prévost ist das zehnstöckige Gebäude in der Rue de Dantzig 27, dessen Torbogen zur Kirche führt.

## Beschreibung
Die Kirche Notre-Dame-de-la-Salette wurde zwischen 1962 und 1965 von den Architekten Henri Colboc und Jean Dionis du Séjour erbaut. Auf Grund der sehr beschränkten Geländegröße wählten diese eine runde Bauform für das Kirchenschiff. Erschwerend kam hinzu, dass das Kirchengebäude oberhalb ehemaliger unterirdischer Steinbrüche errichtet werden sollte. Um die Standsicherheit des Neubaus zu gewährleisten, wurde das Gebäude auf 26 gemauerten, kaminartigen Stützen errichtet. 12 dieser innen hohlen Stützen reichen 18–20 m tief in den Boden und stehen unterhalb der gegrabenen Stollen auf festem Fels.
Das runde Kirchengebäude wurde aus unbehandeltem weißem Zement errichtet. Es ist von einem gerippten Dach in Form eines Kegelstumpfes abgeschlossen, das einen Durchmesser von 32 m und eine Höhe von 17 m hat. Die Kuppel wird von 16 Pfeilern getragen, die in 4 m Höhe eine Konsole bilden. Diese führt um den gesamten Innenraum herum und formt einen freien Chorumgang in dem sich auch der Chor mit dem Altar befindet. Dieser besteht aus einem 20 cm starken ovalen Tisch aus massivem römischem Travertin, der 2 m lang und 80 cm breit ist und ein Gesamtgewicht von 2,5 Tonnen hat. Das runde Innere der Kirche garantiert eine perfekte Sicht der Gläubigen auf den Chor. Die Bänke im Chorumgang stammen aus der ehemaligen Kapelle der „Heiligen Herzen von Jesu und Maria“.

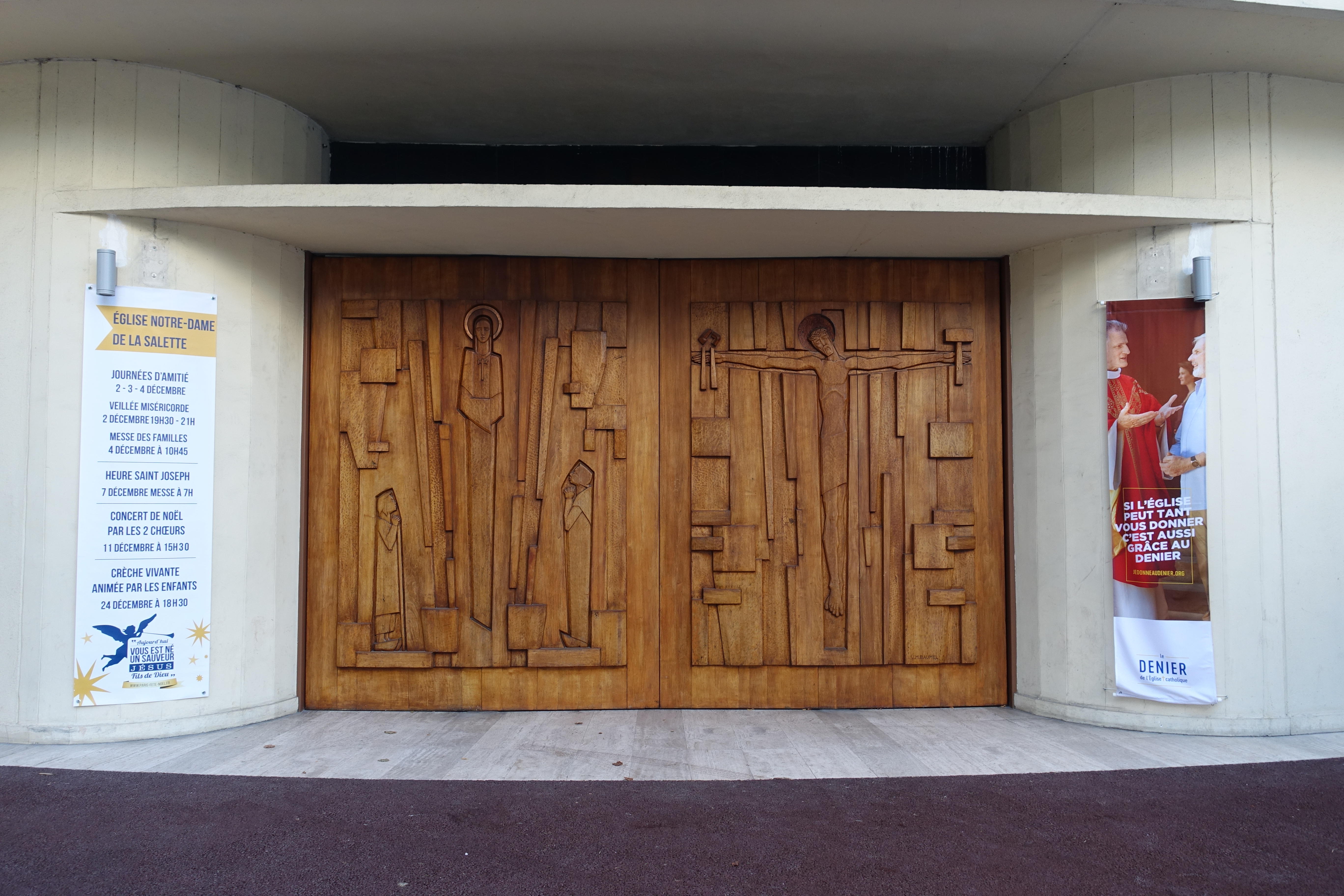
Hauptportal der Kirche

Die Kuppel wird von 16 schmalen vertikalen Einbuchtungen mit abstrakten Glasfenstern durchbrochen, die von Paul Martineau stammen. Die Glasfenster sind 10 m hoch und haben unten eine Breite von 40 cm und oben von 30 cm. Sie sind schräg angeordnet, um möglichst viel Tageslicht einzufangen. Die Glasfenster spielen mit dem Licht, um eine einzigartige meditative Atmosphäre zu schaffen. Ihre Farbabstufungen sollen die zum Himmel aufsteigenden Chorgesänge symbolisieren. Die Eingänge zum Altarbereich sind von einer lichtdurchlässigen Sichtblende aus Zement und Glas umgeben, die von Joseph Archepel entworfen wurde. Das Hauptportal ist ein Werk von Jean-Marie Baumel. Die Holzarbeit erinnert an die Erscheinung der Jungfrau von La Salette und betont die religiöse und künstlerische Bedeutung des Ortes. Der Kreuzweg ist vom selben Künstler erschaffen worden, der für sein Portal den Kunstpreis „Puvis de Chavannes“ verliehen bekam. Die großen Holzstatuen der weinenden Madonna, die sich im Chor befindet sowie des Heiligen Josef sind ebenfalls Werke von Jean-Marie Baumel.
Das Kirchengebäude bekam die vom französischen Staat verliehene Auszeichnung Kulturerbe des 20. Jahrhunderts (Label Patrimoine du XXe siècle).

## Wallfahrtskirche
Direkt an die Pfarrkirche Notre-Dame de La Salette angebaut liegt die Wallfahrtskirche Sanctuaire Notre-Dame de La Salette. Sie liegt neben dem inzwischen abgerissenen Waisenhaus von 1853. Die einfache Kapelle wurde der Jungfrau von La Salette, Unserer Lieben Frau Versöhnerin der Sünder, als Anerkennung für mehrere erhaltene Wohltaten errichtet. Pater Jean-Léon Le Prévost ist in dieser Kapelle beigesetzt, ebenso wie der erste Priester der Kongregation, Pater Henri Planchat. Außerdem befinden sich in der Kapelle die Herzen von Clément Myionnet und Maurice Maignen.

## Orgel
Die Danion-Gonzalez-Orgel wurde 1970 erworben. Sie besitzt zwei Manuale mit 56 Orgelpfeifen und ein Pedal mit 32 Orgelpfeifen sowie ein mechanisches Getriebe und 13 Register.